# المعهد العالي للغات بتونس
المعهد العالي للغات بتونس (يعرف أيضا باسم بورقيبة سكول) هو مؤسسة تعليمية تتبع جامعة قرطاج ويدرّس اللغات العربية والفرنسية والإنجليزية والروسية وغيرها.
وكذلك بعض الاجازات التطبيقية المختصة في اللغات كالإجازة التطبيقية في انجلزية الأعمال والإجازة في اسبانية الأعمال وغيرهما

ISLT Logo

## إضراب الطلبة في أكتوبر 2014
نفذ الطلبة إضرابا عن الدراسة ابتداء من 13 أكتوبر 2014 وذلك احتجاجا على قرار الوزارة احتساب غيابات الطلبة أي إجبارية الحضور للفصل وعلى عدم تمكين طلبة من التسجيل في الماجستير.